# Liechtensteiner Cup 1965/66
Der Liechtensteiner Cup 1965/66 war die 21. Austragung des Fussballpokalwettbewerbs der Herren in Liechtenstein. Der FC Vaduz war nach einer dreijährigen Sperre wieder teilnahmeberechtigt und gewann den Titel zum zwölften Mal.

## Teilnehmende Mannschaften
Folgende sieben Mannschaften nahmen am Liechtensteiner Cup teil:
| - FC Schaan - FC Vaduz - FC Vaduz II - FC Ruggell | - FC Balzers - USV Eschen-Mauren - FC Triesen |

## Vorrunde
Der FC Vaduz hatte für diese Runde ein Freilos.
|                   | Ergebnis  |            |
| ----------------- | --------- | ---------- |
| FC Vaduz II       | 6:7       | FC Triesen |
| FC Ruggell        | 1:3 n. V. | FC Schaan  |
| USV Eschen-Mauren | 1:4       | FC Balzers |

## Halbfinale
|            | Ergebnis |            |
| ---------- | -------- | ---------- |
| FC Schaan  | 7:3      | FC Balzers |
| FC Triesen | 1:3      | FC Vaduz   |

## Finale
Das Finale fand am 26. Juni 1966 in Vaduz statt.
| Datum      |          | Ergebnis |           |
| ---------- | -------- | -------- | --------- |
| 26.06.1966 | FC Vaduz | 7:0      | FC Schaan |